# NBQX
NBQX (2,3-Dihydroxy-6-nitro-7-sulfamoyl-benzo[f]chinoxalin-2,3-dion) ist ein potenter, selektiver und kompetitiver AMPA-Antagonist der von der Dänischen Pharmafirma Ferrosan 1990 entwickelt wurde.

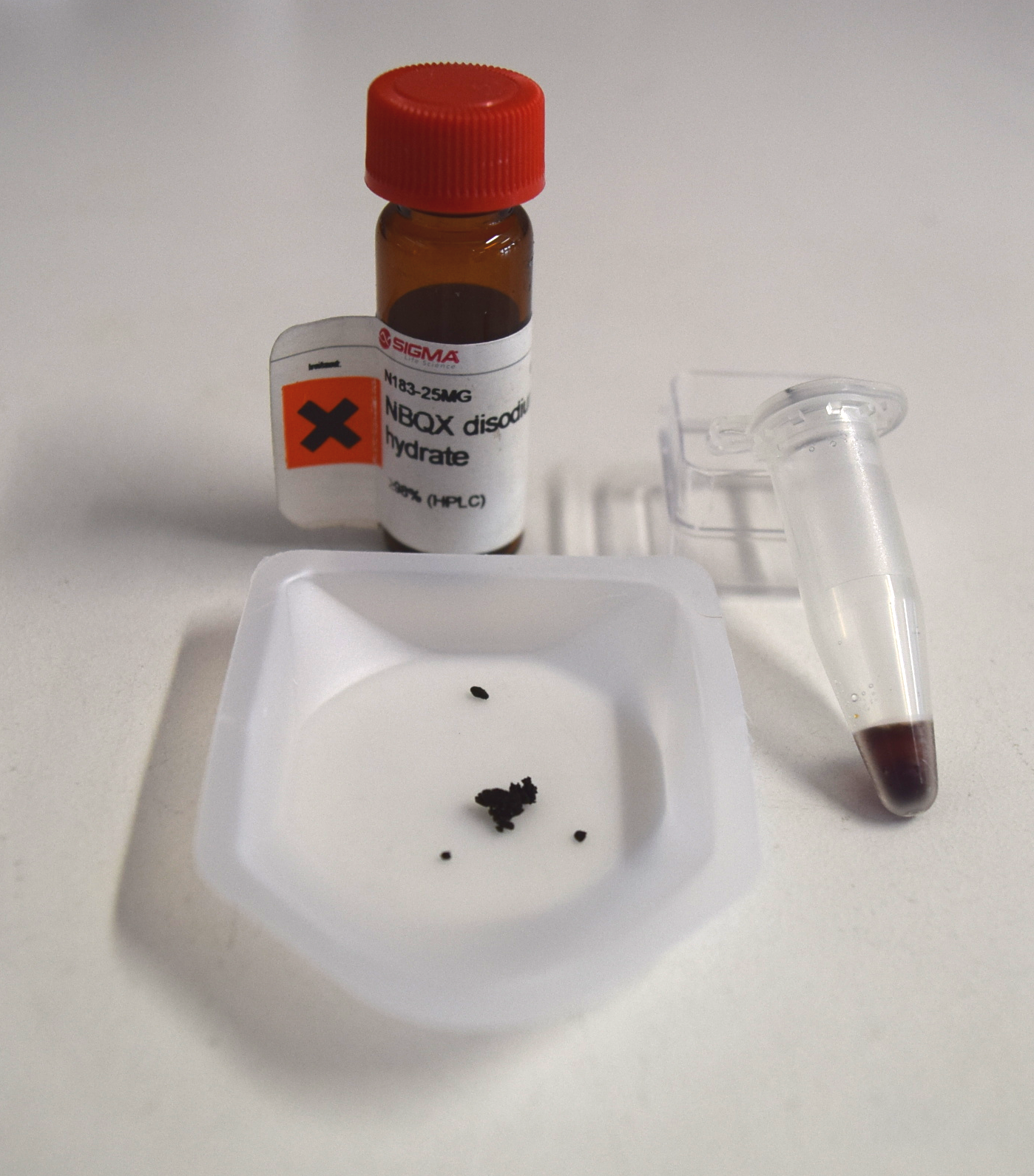
Eine Probe von NBQX.

NBQX blockiert AMPA- und Kainat-Rezeptoren in einer Konzentrationen von typischerweise 10–20 µM. Es wird verwendet, um Glutamat entgegenzuwirken und um synaptische AMPA-Verbindungen zu blockieren. NBQX hat neuroprotektive und krampflösende Wirkung im Nagetiermodell und potentielle Anwendungen gegen Multiple Sklerose. Als Dinatriumsalz ist NBQX in Wasser sehr gut löslich.
In hohen Dosen von 60 mg/kg Körpergewicht im Nagermodell kann NBQX Ataxien auslösen, ähnlich wie sie im Rahmen eines akuten Alkoholrausches auftreten. Es verursacht außerdem Nierenschäden. Schon in niedrigeren Dosen von 30 mg/kg interferiert NBQX mit dem Lernprozess und dem Motorsystem. Diese Wirkungen neben Schwierigkeiten, NBQX als Wirkstoff ins Nervensystem zu transportieren, machen es als Pharmazeutikum unattraktiv.